# LP 732-94
LP 732-94 (LHS 2397a) — звезда в созвездии Чаши на расстоянии около 46 световых лет от нас. У звезды обнаружен коричневый карлик.

## Характеристики
LP 732-94 относится к классу красных карликов. Впервые звезда упоминается в каталоге Виллема Якоба Лейтена под наименованием Luyten Palomar (LP) 732-94, поэтому, скорее всего, её первооткрывателем является Виллем Лейтен.
В 2002 году группой астрономов из обсерватории Джемини было объявлено об открытии компаньона LP 732-94 — коричневого карлика, обращающегося на расстоянии 3,0 а.е. от звезды. Это самое близкое расстояние между подобными объектами, известное науке. Масса коричневого карлика составляет 75 масс Юпитера. Открытие было совершено с помощью прямого оптического наблюдения.

## Ближайшее окружение звезды
Следующие звёздные системы находятся на расстоянии в пределах 20 световых лет от системы LP 732-94:
| Звезда     | Спектральный класс   | Расстояние, св. лет |
| HIP 56157  | M3 V                 | 3,4                 |
| LP 732-35  | M V                  | 5,2                 |
| BD-17 3336 | K7 V                 | 6,7                 |
| SZ Чаши    | K4-M0 V / M V        | 8,2                 |
| HD 104304  | G8-K0 IV             | 8,9                 |
| HIP 52621  | M1 V / DQ9 /VII      | 9,2                 |
| GJ 1140    | DA6 /VII             | 9,2                 |
| LHS 2401   | M3 V                 | 9,9                 |
| Росс 948   | G V / M2 V           | 14                  |
| α Ворона   | F2 V-IV / ?          | 15                  |
| β Девы     | F8-A5 V-IV / ? / ?   | 15                  |
| 83 Льва    | G6/8-K0 IV / K2 V-IV | 17                  |
| γ Девы     | F0 V /? / F0 V       | 18                  |